# Peter Feng Xinmao
Peter Feng Xinmao (chiń. 封新卯; ur. 21 stycznia 1963) – chiński duchowny katolicki, biskup Jingxian od 2008.

## Życiorys
Święcenia kapłańskie otrzymał 3 grudnia 1998.
Wybrany biskupem koadiutorem biskupa Matthiasa Chen Xilu. Sakrę biskupią przyjął z mandatem papieskim 6 stycznia 2004. 16 stycznia 2008, po śmierci poprzednika został biskupem ordynariuszem Jingxian.